# Muzeum Ognia
Muzeum Ognia, česky Muzeum ohně, se nachází ve čtvrti Śródmieście města Żory v jižním Polsku.

## Historie a popis
Investorem a správcem Muzeua ohně je městská společnost Nowe Miasto Sp. z o.o. Budovu, která má tvar plamene, navrhli Barbara a Oskar Grąbczewští. Výstavba probíhala v letech 2009-2014 a slavnostní otevření objektu se uskutečnilo 3. prosince 2014. Uvnitř jsou multimediální expozice:
- Využití živlu,

- Od Starověku do středověku,

- Hoření,

- Oblast spirituality,

- Sklo mudrce a oko.

Expozice odhalují historii vztahu člověka a ohně, jeho ničivou sílu, kulturní, náboženské a další souvislosti a způsoby boje s ohněm. Mezi atrakce patří rekonstrukce pravěké jeskyně, ohnivá zeď, ohnivý jukebox a řada interaktivních experimentů. Prohlídce předchází promítání filmu „Po stopách ohně“ režiséra Andrzeje Celińského. Maskotem muzea je ohnivý skřítek Żorek.

## Další informace
Muzeum je přístupné v době otvíracích hodin a vstup je zpoplatněn.[zdroj?]

## Galerie

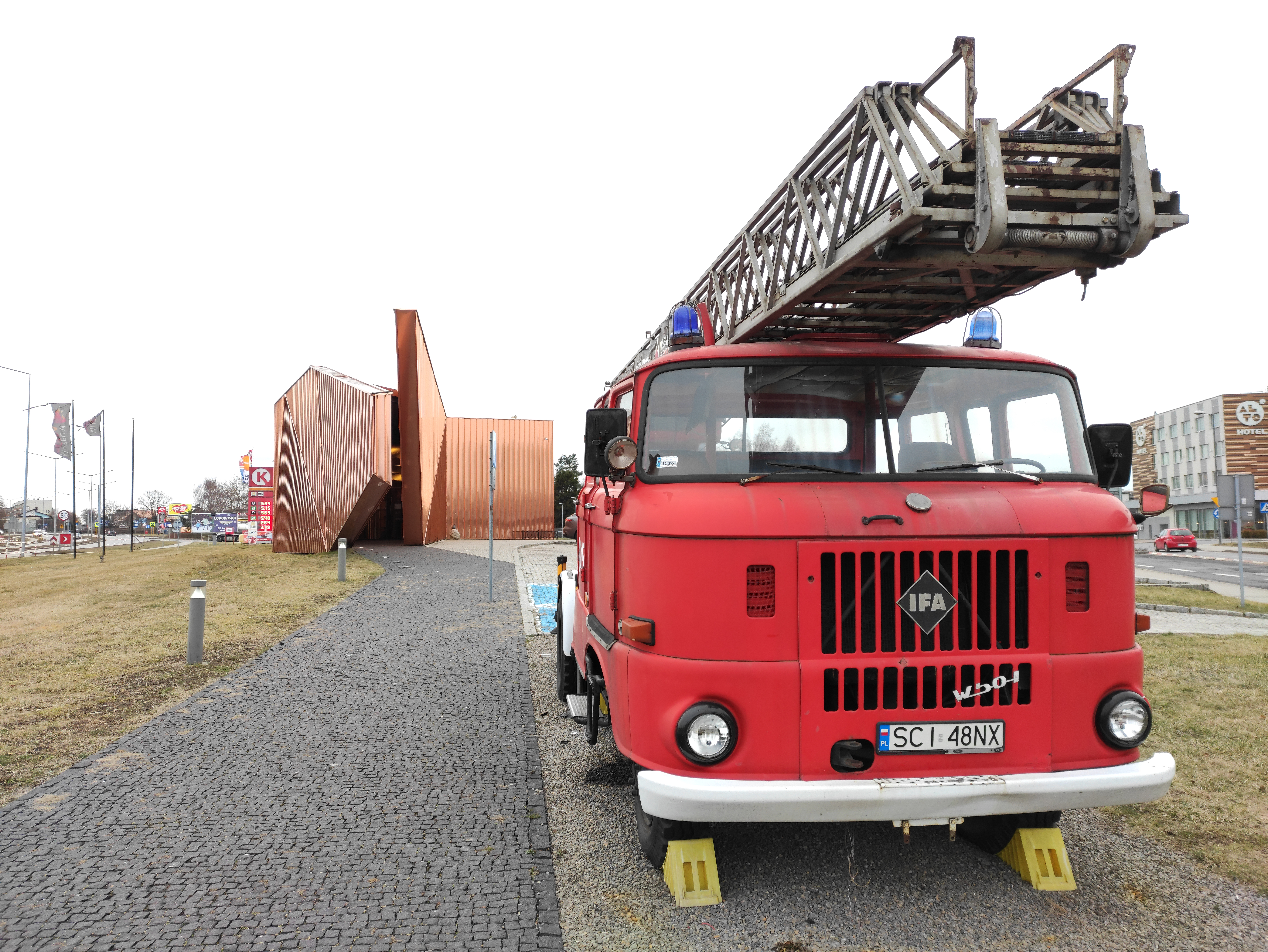
Hasičský vůz u muzea
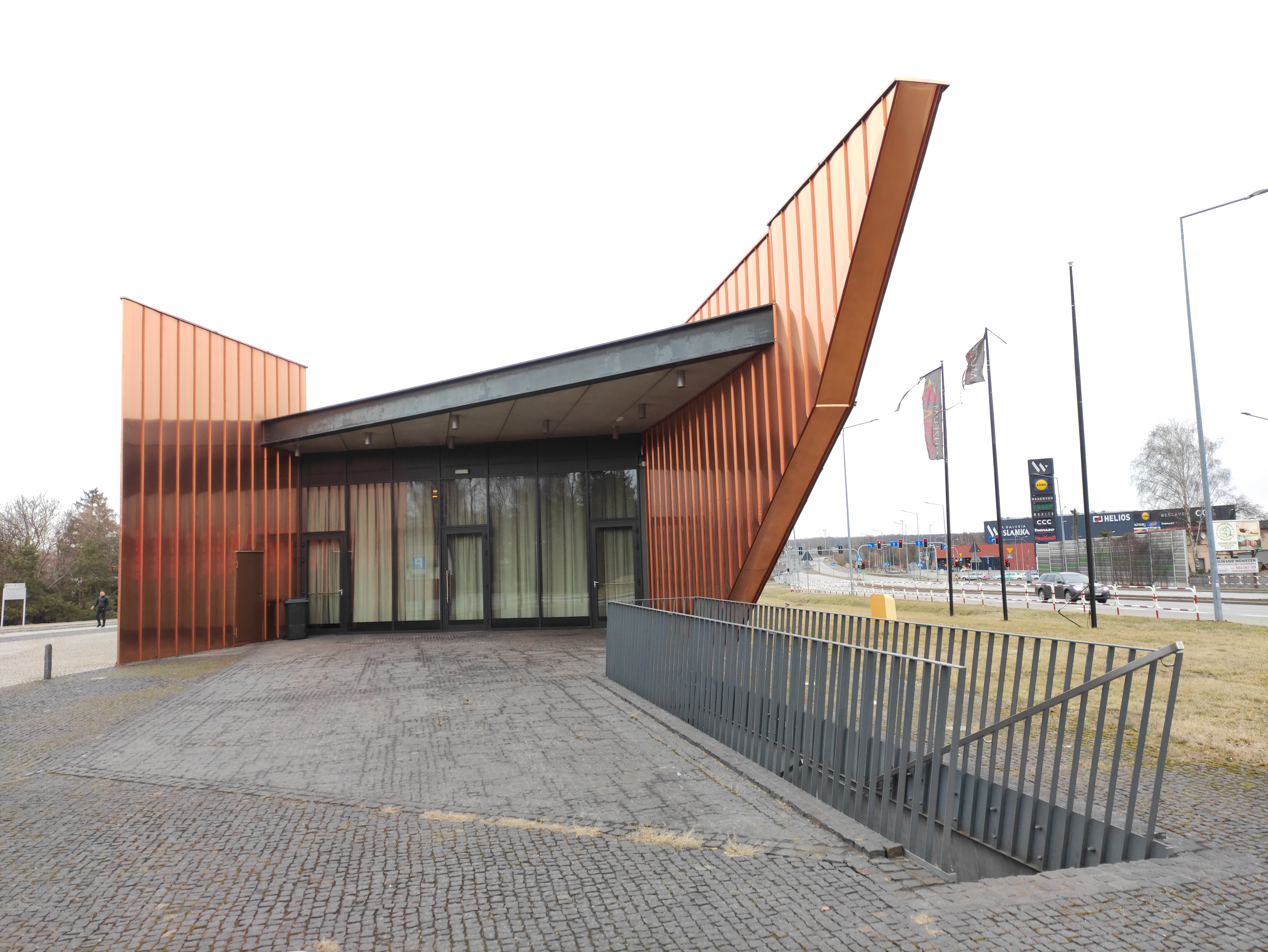
Vstup do muzea
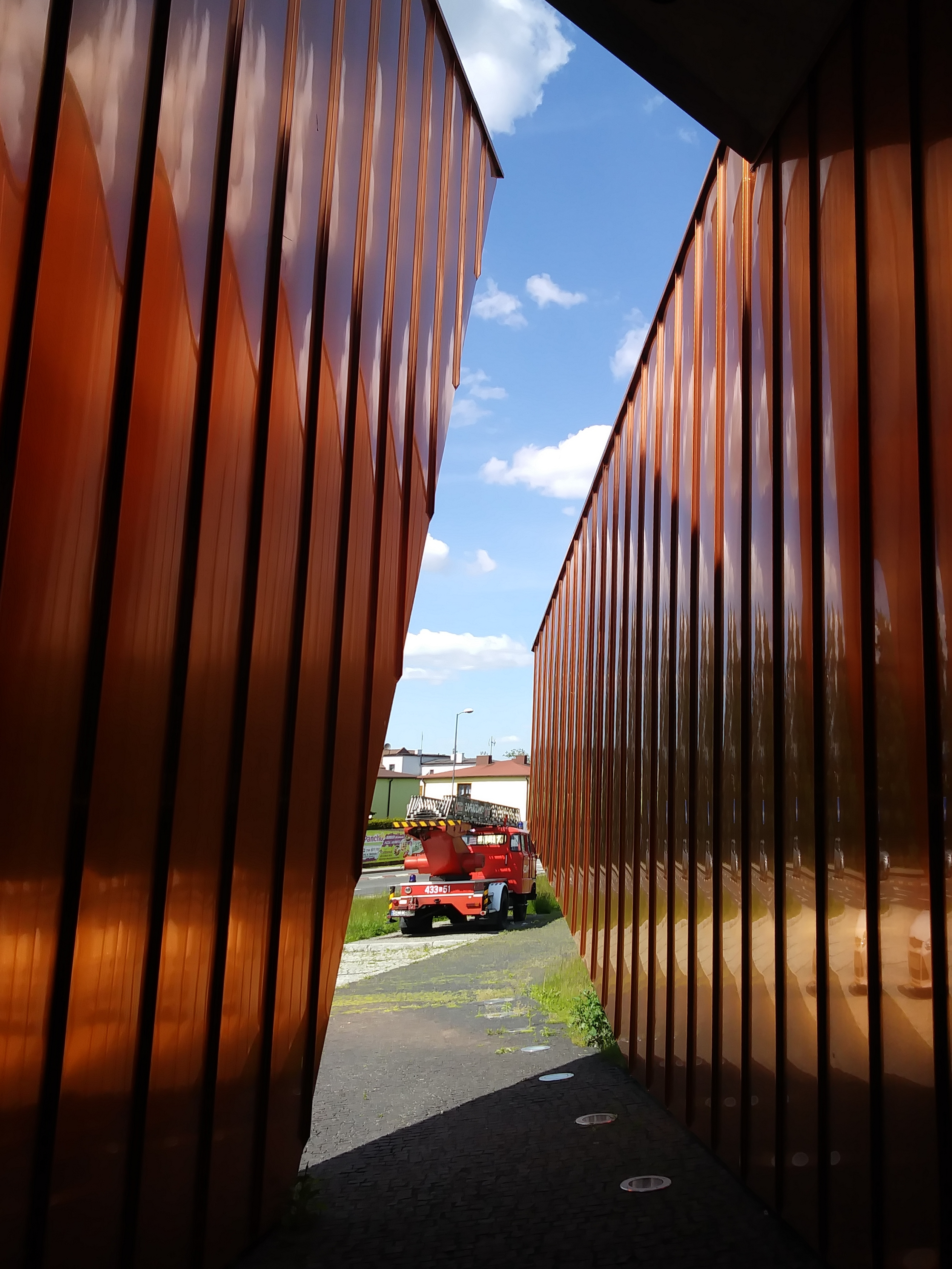
Exteriér muzea
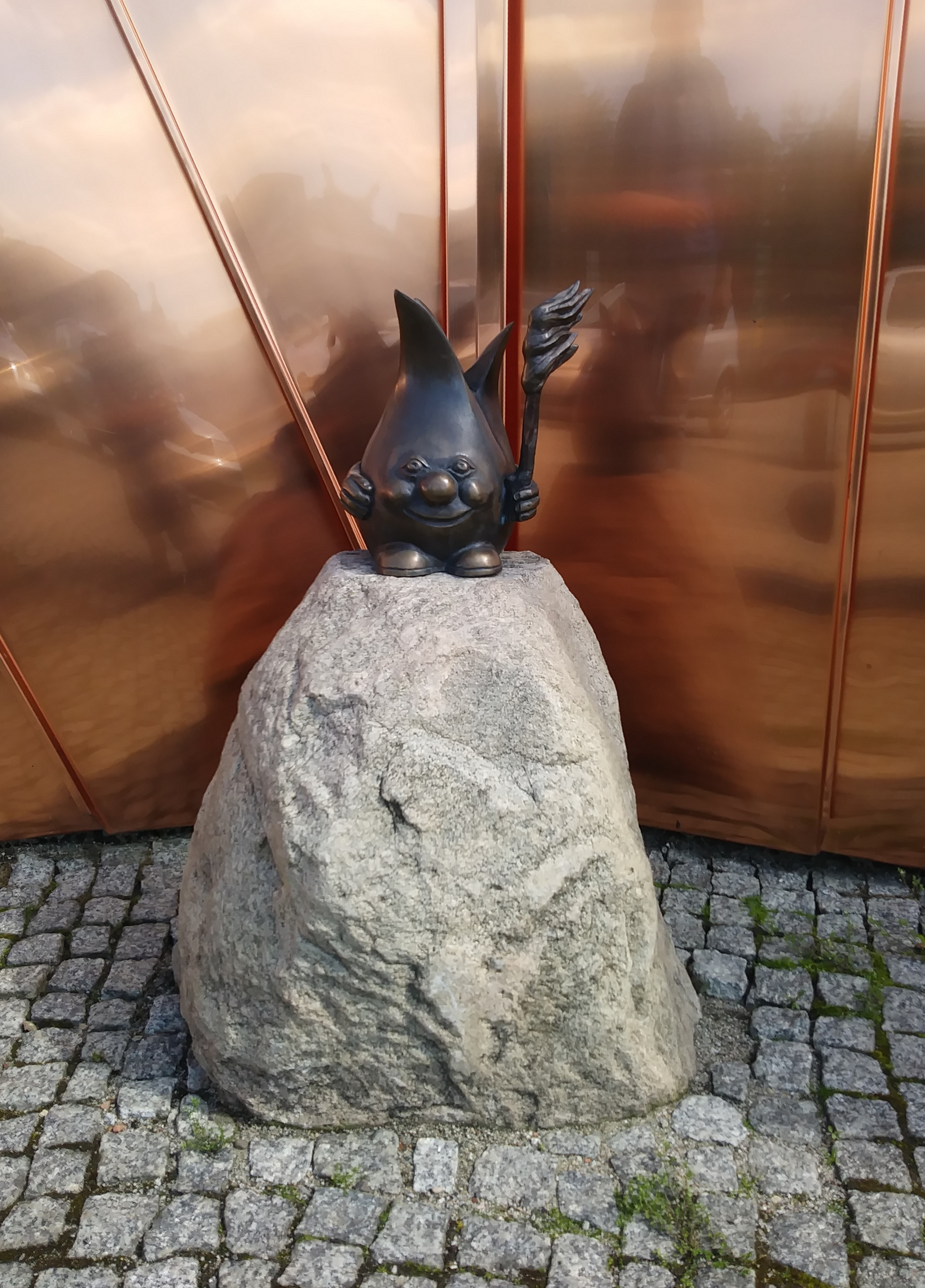
Żorek